# Chastel-Arnaud
Chastel-Arnaud ist eine französische Gemeinde mit 48 Einwohnern (Stand: 1. Januar 2022) im Département Drôme in der Region Auvergne-Rhône-Alpes (vor 2016 Rhône-Alpes). Sie gehört zum Arrondissement Die und zum Kanton Le Diois. Die Bewohner werden Chastelois und Chasteloises genannt.
Chastel-Arnaud grenzt im Norden an Saillans, im Nordosten an Espenel, im Osten an Saint-Benoit-en-Diois, im Süden an La Chaudière, im Südwesten an Saou und im Westen an Saint-Sauveur-en-Diois.

## Bevölkerungsentwicklung
| Jahr                       | 1962 | 1968 | 1975 | 1982 | 1990 | 1999 | 2008 | 2015 |
| -------------------------- | ---- | ---- | ---- | ---- | ---- | ---- | ---- | ---- |
| Einwohner                  | 12   | 7    | 10   | 13   | 16   | 36   | 49   | 40   |
| Quellen: Cassini und INSEE |      |      |      |      |      |      |      |      |

## Sehenswürdigkeiten

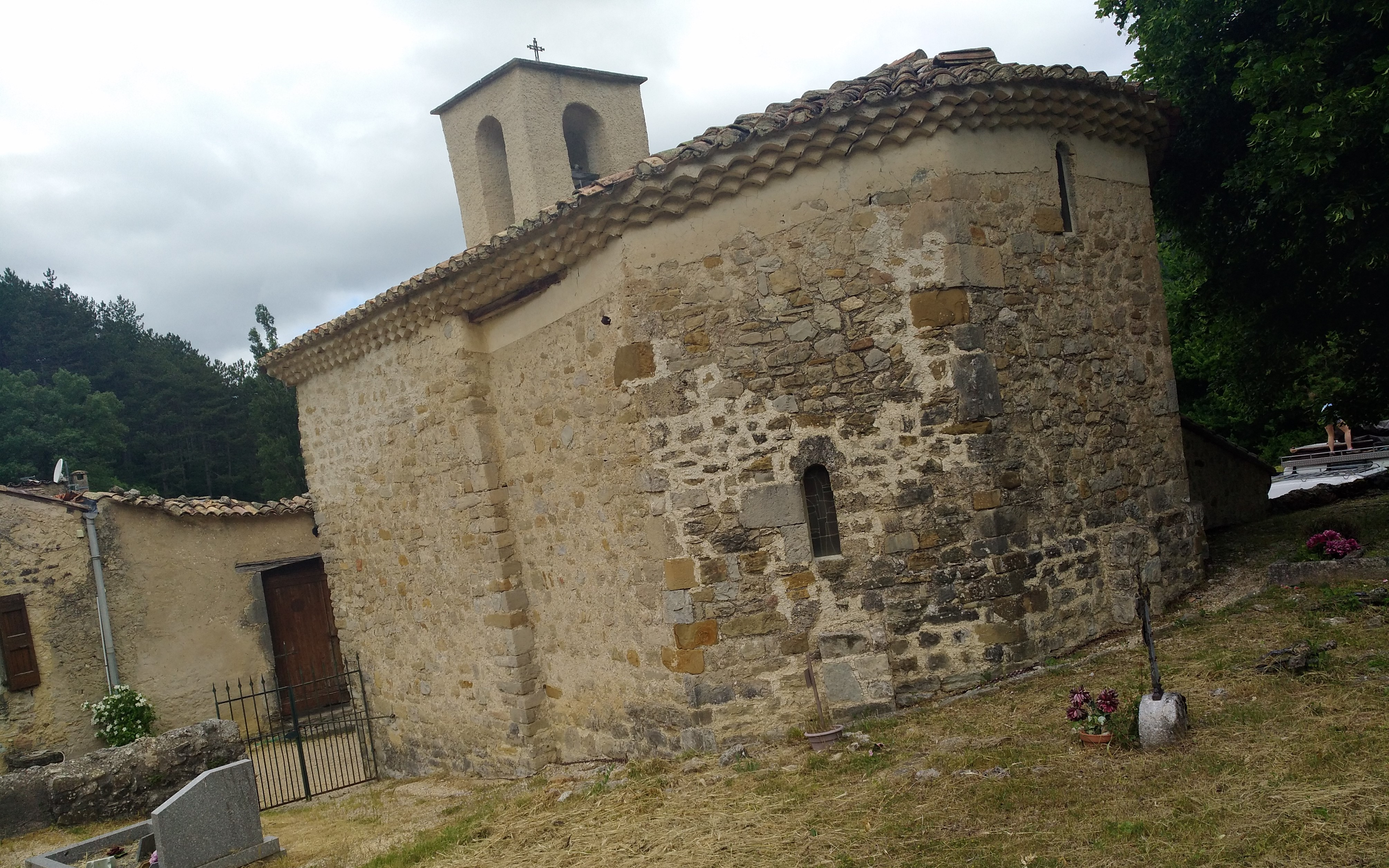
Kapelle im Weiler Saint-Moirans

- Romanische Kapelle im Weiler Saint-Moirans
- Kapelle Saint-André im Weiler Les Auberts